# Svenska Cupen
La Svenska Cupen, conosciuta anche come Coppa di Svezia, è la coppa nazionale di calcio svedese, assegnata dalla Federazione calcistica svedese. È il secondo torneo calcistico svedese per importanza dopo l'Allsvenskan. Con il termine Svenska Cupen ci si riferisce, nella maggior parte dei casi, al torneo maschile, anche se è disputato anche a livello femminile. Ogni anno vi partecipano 96 squadre, 16 dall'Allsvenskan, 16 dalla Superettan e le restanti 64 dalle serie inferiori. La squadra vincitrice ottiene la qualificazione ai turni di qualificazione di UEFA Europa League, oltre ad ottenere il Gustaf VI Adolfs Pokal.
Rispetto alle coppe di altri paesi, la Svenska Cupen, attira molto meno pubblico e raramente la finale ottiene il tutto esaurito, perciò la finale viene disputata nello stadio nazionale, in modo tale ad aumentarne il profilo.
Rispetto al campionato, dagli anni Dieci del 21º secolo la coppa è stata portata sulla cadenza del normale calendario stagionale europeo.
La coppa è stata giocata per la prima volta nel 1941. Il club più titolato è il Malmö FF, con 16 coppe, l'ultima delle quali conquistata nel 2024.

## Turni e squadre
- Primo turno (squadre di Division 1 e serie inferiori)
- Secondo turno (squadre di Allsvenskan, Superettan e qualificate dal primo turno)
- Fase a gironi
- Quarti di finale
- Semifinale
- Finale

La squadra vincitrice si aggiudica l'accesso alla qualificazione della UEFA Europa League. Nel caso questa sia già qualificata in UEFA Champions League in quanto vincitrice dell'Alsvenskan, il posto viene assegnato alla seconda classificata in campionato.

## Albo d'oro
| Anno      | Vincitore       | Risultato     | Finalista       | Città, Stadio               | Spettatori    |
| --------- | --------------- | ------------- | --------------- | --------------------------- | ------------- |
| 1941      | Helsingborg     | 3-1           | IK Sleipner     | Stoccolma, Råsunda          | 10.673        |
| 1942      | GAIS            | 2-1           | Elfsborg        | Stoccolma, Råsunda          | 10.013        |
| 1943      | IFK Norrköping  | 5-2           | AIK             | Norrköping, Idrottspark     | 19.595        |
| 1944      | Malmö FF        | 4-3 (dts)     | IFK Norrköping  | Stoccolma, Råsunda          | 35.271        |
| 1945      | IFK Norrköping  | 4-1           | Malmö FF        | Stoccolma, Råsunda          | 31.896        |
| 1946      | Malmö FF        | 3-0           | Åtvidaberg      | Stoccolma, Råsunda          | 15.173        |
| 1947      | Malmö FF        | 3-2           | AIK             | Stoccolma, Råsunda          | 26.705        |
| 1948      | Råå IF          | 6-0           | Kenty           | Helsingborg, Olympia        | 9.852         |
| 1949      | AIK             | 1-0           | Landskrona BoIS | Stoccolma, Råsunda          | 14.718        |
| 1950      | AIK             | 3-2           | Helsingborgs IF | Stoccolma, Råsunda          | 15.154        |
| 1951      | Malmö FF        | 2-1           | Djurgårdens IF  | Stoccolma, Råsunda          | 20.267        |
| 1952      | Non disputata   | Non disputata | Non disputata   | Non disputata               | Non disputata |
| 1953      | Malmö FF        | 3-2           | IFK Norrköping  | Stoccolma, Råsunda          | 20.356        |
| 1954-1966 | Non disputata   | Non disputata | Non disputata   | Non disputata               | Non disputata |
| 1967      | Malmö FF        | 2-0           | IFK Norrköping  | Norrköping, Idrottspark     | 11.707        |
| 1968-69   | IFK Norrköping  | 1-0           | AIK             | Stoccolma, Råsunda          | 7.832         |
| 1969-70   | Åtvidaberg      | 2-0           | Sandvikens IF   | Uppsala, Studenternas IP    | 3.110         |
| 1970-71   | Åtvidaberg      | 3-2           | Malmö FF        | Malmö, Malmö Stadion        | 7.544         |
| 1971-72   | Landskrona BoIS | 0-0 (dts)     | IFK Norrköping  | Norrköping, Idrottspark     | 2.111         |
| 1971-72   | Landskrona BoIS | 3-2           | IFK Norrköping  | Landskrona, Landskrona IP   | 9.686         |
| 1972-73   | Malmö FF        | 7-0           | Åtvidabergs FF  | Jönköping, Stadsparksvallen | 6.016         |
| 1973-74   | Malmö FF        | 2-0           | Östers IF       | Halmstad, Örjans Vall       | 4.227         |
| 1974-75   | Malmö FF        | 1-0           | Djurgårdens IF  | Malmö, Malmö Stadion        | 6.913         |
| 1975-76   | AIK             | 1-1           | Landskrona BoIS | Landskrona, Landskrona IP   | 3.340         |
| 1975-76   | AIK             | 3-0           | Landskrona BoIS | Stoccolma, Råsunda          | 1.715         |
| 1976-77   | Öster           | 1-0           | Hammarby IF     | Stoccolma, Söderstadion     | 7.818         |
| 1977-78   | Malmö FF        | 2-0 (dts)     | Kalmar FF       | Bromölla, Strandängen       | 4.813         |
| 1978-79   | IFK Göteborg    | 6-1           | Åtvidabergs FF  | Stoccolma, Råsunda          | 9.457         |
| 1979-80   | Malmö FF        | 3-3 (4-3 dtr) | IK Brage        | Stoccolma, Råsunda          | 6.172         |
| 1980-81   | Kalmar          | 4-0           | Elfsborg        | Stoccolma, Råsunda          | 2.245         |
| 1981-82   | IFK Göteborg    | 3-2           | Östers IF       | Stoccolma, Råsunda          | 13.859        |
| 1982-83   | IFK Göteborg    | 1-0 (dts)     | Hammarby IF     | Stoccolma, Råsunda          | 13.245        |
| 1983-84   | Malmö FF        | 1-0           | Landskrona BoIS | Helsingborg, Olympia        | 7.810         |
| 1984-85   | AIK             | 1-1 (3-2 dtr) | Östers IF       | Stoccolma, Råsunda          | 4.888         |
| 1985-86   | Malmö FF        | 2-1           | IFK Göteborg    | Stoccolma, Råsunda          | 11.656        |
| 1986-87   | Kalmar          | 2-0           | GAIS            | Stoccolma, Råsunda          | 8.740         |
| 1987-88   | IFK Norrköping  | 3-1           | Örebro          | Stoccolma, Råsunda          | 5.046         |
| 1988-89   | Malmö FF        | 3-0           | Djurgårdens IF  | Stoccolma, Råsunda          | 7.526         |
| 1989-90   | Djurgården      | 3-0           | BK Häcken       | Stoccolma, Råsunda          | 3.357         |
| 1990-91   | IFK Norrköping  | 4-1           | Östers IF       | Stoccolma, Råsunda          | 1.858         |
| 1991      | IFK Göteborg    | 3-2 (gg.)     | AIK             | Stoccolma, Råsunda          | 2.151         |
| 1992-93   | Degerfors       | 3-0           | Landskrona BoIS | Göteborg, Gamla Ullevi      | 5.078         |
| 1993-94   | IFK Norrköping  | 4-3 (gg.)     | Helsingborgs IF | Göteborg, Gamla Ullevi      | 4.021         |
| 1994-95   | Halmstad        | 3-1           | AIK             | Göteborg, Gamla Ullevi      | 4.889         |
| 1995-96   | AIK             | 1-0 (gg.)     | Malmö FF        | Göteborg, Gamla Ullevi      | 2.745         |
| 1996-97   | AIK             | 2-1           | Elfsborg        | Borås, Ryavallen            | 9.547         |
| 1997-98   | Helsingborg     | 1-1           | Örgryte IS      | Göteborg, Gamla Ullevi      | 2.559         |
| 1997-98   | Helsingborg     | 1-1 (3-0 dtr) | Örgryte IS      | Helsingborg, Olympia        | 13.092        |
| 1998-99   | AIK             | 1-0           | IFK Göteborg    | Stoccolma, Råsunda          | 9.171         |
| 1998-99   | AIK             | 0-0           | IFK Göteborg    | Göteborg, Gamla Ullevi      | 13.853        |
| 1999-00   | Örgryte         | 2-0           | AIK             | Stoccolma, Råsunda          | 7.771         |
| 1999-00   | Örgryte         | 0-1           | AIK             | Göteborg, Gamla Ullevi      | 5.013         |
| 2000-01   | Elfsborg        | 1-1 (9-8 dtr) | AIK             | Jönköping, Stadsparksvallen | 6.634         |
| 2002      | Djurgården      | 1-0 (dts)     | AIK             | Stoccolma, Råsunda          | 33.727        |
| 2003      | Elfsborg        | 2-0           | Assyriska       | Stoccolma, Råsunda          | 10.280        |
| 2004      | Djurgården      | 3-1           | IFK Göteborg    | Stoccolma, Råsunda          | 9.417         |
| 2005      | Djurgården      | 2-0           | Åtvidabergs FF  | Stoccolma, Råsunda          | 11.613        |
| 2006      | Helsingborg     | 2-0           | Gefle           | Stoccolma, Råsunda          | 3.379         |
| 2007      | Kalmar          | 3-0           | IFK Göteborg    | Kalmar, Fredriksskans IP    | 6.877         |
| 2008      | IFK Göteborg    | 0-0 (5-4 dtr) | Kalmar          | Kalmar, Fredriksskans IP    | 7.158         |
| 2009      | AIK             | 2-0           | IFK Göteborg    | Stoccolma, Råsunda          | 24.365        |
| 2010      | Helsingborg     | 1-0           | Hammarby        | Stoccolma, Söderstadion     | 12.357        |
| 2011      | Helsingborg     | 3-1           | Kalmar          | Helsingborg, Olympia        | 9.513         |
| 2012-13   | IFK Göteborg    | 1-1 (3-1 dtr) | Djurgården      | Stoccolma, Friends Arena    | 21.819        |
| 2013-14   | Elfsborg        | 1-0           | Helsingborg     | Stoccolma, Friends Arena    | 21.819        |
| 2014-15   | IFK Göteborg    | 2-1           | Örebro          | Göteborg, Gamla Ullevi      | 16.761        |
| 2015-16   | Häcken          | 2-2 (6-5 dtr) | Malmö FF        | Malmö, Swedbank Stadion     | 22.302        |
| 2016-17   | Östersund       | 4-1           | IFK Norrköping  | Östersund, Jämtkraft Arena  | 8.369         |
| 2017-18   | Djurgården      | 3-0           | Malmö FF        | Stoccolma, Tele2 Arena      | 25.123        |
| 2018-19   | Häcken          | 3-0           | AFC Eskilstuna  | Göteborg, Bravida Arena     | 4.958         |
| 2019-20   | IFK Göteborg    | 2-1 (dts)     | Malmö FF        | Göteborg, Gamla Ullevi      | 0             |
| 2020-21   | Hammarby        | 0-0 (5-4 dtr) | Häcken          | Stoccolma, Tele2 Arena      | 0             |
| 2021-22   | Malmö FF        | 0-0 (4-3 dtr) | Hammarby        | Stoccolma, Tele2 Arena      | 29.214        |
| 2022-23   | Häcken          | 4-1           | Mjällby         | Sölvesborg, Strandvallen    | 5.832         |
| 2023-24   | Malmö FF        | 1-1 (4-1 dtr) | Djurgården      | Malmo, Eleda Stadion        | 17.264        |
| 2024-25   | Häcken          | 0-0 (4-2 dtr) | Malmö FF        | Malmo, Eleda Stadion        | 20.000        |

## Prestazioni delle squadre

### Vittorie per club
Sedici squadre hanno vinto la Svenska Cupen, ventidue club si sono qualificati secondi, dei quali nove non hanno mai vinto il trofeo. Quattro delle squadre vincenti non hanno mai perso la partita decisiva, ma nessuna ha più raggiunto la finale dopo l'ultima vittoria.
| Club            | Vincitore | Finalista | Anno vincitore                                                                                       | Anno finalista                                               |
| --------------- | --------- | --------- | --- | ------------------------------------------------------------ |
| Malmö FF        | 16        | 5         | 1944, 1946, 1947, 1951, 1953, 1967, 1973, 1974, 1975, 1978, 1980, 1984, 1986, 1989, 2021-22, 2023-24 | 1945, 1970-71, 1995-96, 2017-18, 2019-20                     |
| AIK             | 8         | 8         | 1949, 1950, 1976, 1985, 1996, 1997, 1999, 2009                                                       | 1943, 1947, 1968–69, 1991, 1994–95, 1999–2000, 2000–01, 2002 |
| IFK Göteborg    | 8         | 5         | 1979, 1982, 1983, 1991, 2008, 2012-13, 2014-15, 2019-20                                              | 1985–86, 1998–99, 2004, 2007, 2009                           |
| IFK Norrköping  | 6         | 5         | 1943, 1945, 1969, 1988, 1991, 1994                                                                   | 1944, 1953, 1967, 1971–72, 2016-17                           |
| Djurgården      | 5         | 5         | 1990, 2002, 2004, 2005, 2017-18                                                                      | 1951, 1974–75, 1988–89, 2012-13, 2023-24                     |
| Helsingborg     | 5         | 3         | 1941, 1998, 2006, 2010, 2011                                                                         | 1950, 1993–94, 2013-14                                       |
| Häcken          | 4         | 2         | 2015-16, 2018-19, 2022-23, 2024-25                                                                   | 1989-90, 2020-21                                             |
| Kalmar          | 3         | 3         | 1981, 1987, 2007                                                                                     | 1977–78, 2008, 2011                                          |
| Elfsborg        | 3         | 3         | 2001, 2003, 2013-14                                                                                  | 1942, 1980–81, 1996–97                                       |
| Åtvidaberg      | 2         | 4         | 1970, 1971                                                                                           | 1946, 1972–73, 1978–79, 2005                                 |
| Landskrona BoIS | 1         | 4         | 1972                                                                                                 | 1949, 1975–76, 1983–84, 1992–93                              |
| Öster           | 1         | 4         | 1977                                                                                                 | 1973–74, 1981–82, 1984–85, 1990–91                           |
| GAIS            | 1         | 1         | 1942                                                                                                 | 1986–87                                                      |
| Örgryte         | 1         | 1         | 1999-00                                                                                              | 1997–98                                                      |
| Råå IF          | 1         | –         | 1948                                                                                                 | –                                                            |
| Degerfors       | 1         | –         | 1993                                                                                                 | –                                                            |
| Halmstad        | 1         | –         | 1995                                                                                                 | –                                                            |
| Östersund       | 1         | –         | 2016-17                                                                                              | –                                                            |
| Hammarby        | 1         | 4         | 2020-21                                                                                              | 1976–77, 1982–83, 2010, 2021-22                              |
| Örebro          | –         | 2         | – | 1987-88, 2014-15                                             |
| Sleipner        | –         | 1         | – | 1941                                                         |
| Kenty           | –         | 1         | – | 1948                                                         |
| Sandvikens IF   | –         | 1         | – | 1969-70                                                      |
| Brage           | –         | 1         | – | 1979-80                                                      |
| Assyriska       | –         | 1         | – | 2003                                                         |
| Gefle           | –         | 1         | – | 2006                                                         |
| AFC Eskilstuna  | –         | 1         | – | 2018-19                                                      |
| Mjällby         | –         | 1         | – | 2022-23                                                      |

### Vittorie per città
Le squadre vincitrici provengono da 16 differenti città. La città più titolata è Malmö, tutti i titoli della quale sono stati vinti dal Malmö FF.
| Città       | Vittorie | Club                                                   |
| ----------- | -------- | ------------------------------------------------------ |
| Malmö       | 16       | Malmö FF (16)                                          |
| Stoccolma   | 14       | AIK (8), Djurgårdens IF (5), Hammarby (1)              |
| Göteborg    | 13       | IFK Göteborg (8), Häcken (3), GAIS (1), Örgryte IS (1) |
| Norrköping  | 6        | IFK Norrköping (6)                                     |
| Helsingborg | 6        | Helsingborgs IF (5), Råå IF (1)                        |
| Borås       | 3        | IF Elfsborg (3)                                        |
| Kalmar      | 3        | Kalmar FF (3)                                          |
| Åtvidaberg  | 2        | Åtvidabergs FF (2)                                     |
| Landskrona  | 1        | Landskrona BoIS (1)                                    |
| Växjö       | 1        | Östers IF (1)                                          |
| Degerfors   | 1        | Degerfors IF (1)                                       |
| Halmstad    | 1        | Halmstads BK (1)                                       |
| Östersund   | 1        | Östersunds FK (1)                                      |

### Vittorie per regione
Le squadre vincitrici provengono da 7 differenti regioni. La regione più titolata è la Scania, con 23 titoli, vinti da Malmö FF, Helsingborgs IF, Råå IF e Landskrona BoIS.
| Regione       | Vittorie | Club                                                                    |
| ------------- | -------- | ----------------------------------------------------------------------- |
| Scania        | 23       | Malmö FF (16), Helsingborgs IF (5), Råå IF (1), Landskrona BoIS (1)     |
| Västergötland | 16       | IFK Göteborg (8), IF Elfsborg (3), Häcken (3), GAIS (1), Örgryte IS (1) |
| Uppland       | 14       | AIK (8), Djurgårdens IF (5), Hammarby (1)                               |
| Östergötland  | 8        | IFK Norrköping (6), Åtvidabergs FF (2)                                  |
| Småland       | 4        | Kalmar FF (3), Östers IF (1)                                            |
| Värmland      | 1        | Degerfors IF (1)                                                        |
| Halland       | 1        | Halmstads BK (1)                                                        |
| Norrland      | 1        | Östersunds FK (1)                                                       |